# Purbach am Neusiedlersee
Purbach am Neusiedlersee est une commune autrichienne du district d'Eisenstadt-Umgebung dans le Burgenland.